# Partit Socialdemòcrata de Lituània
El Partit Socialdemòcrata Lituà (lituà:Lietuvos Socialdemokratų Partija, LSDP) és un partit polític de Lituània. És membre de la Internacional Socialista i del Partit Socialista Europeu. L'ex primer ministre de Lituània fins al 2008 ha estat el socialdemòcrata Gediminas Kirkilas.

## Història
El 1989, durant les protestes massives de la Revolució Cantada contra la Unió Soviètica a Lituània, el Partit Comunista de Lituània es va declarar independent del Partit Comunista de la Unió Soviètica, i després de les eleccions legislatives lituanes de 1990 va transformar-se en el Partit Democràtic Laborista de Lituània (LLDP), participant en el Govern d'unitat nacional liderat per Kazimira Prunskienė, en què Algirdas Brazauskas fou vicepresident.
Brazauskas va tornar a la política de cara a les eleccions legislatives lituanes de 2000, en les què el LLDP es va presentar en coalició amb el Partit Socialdemòcrata de Lituània. El partit fusionat va prendre el nom de socialdemòcrata, però estava dominat per antics membres del LLDP. La coalició va guanyar les eleccions legislatives lituanes de 2000 però es va formar un govern de coalició encapçalat per Rolandas Paksas de la Unió Liberal de Lituània. Paksas va dimitir el 20 de juny de 2001 després del trencament de la coalició de liberals i els social-liberals de la Nova Unió, i Brazauskas va ser designat Primer Ministre pel Parlament, ocupà el càrrec del 3 de juliol de 2001. A les eleccions legislatives lituanes de 2004 el LLDP va obtenir 20 escons de 141 al Seimas i governà fins a l'1 de juny de 2006, quan el seu govern va renunciar com a president Valdas Adamkus va manifestar la seva manca de confiança en dos dels ministres del Partit del Treball, col·lapsant el govern.
El 15 de juny Zigmantas Balčytis del LLDP va ser nomenat pel president Valdas Adamkus per formar un nou govern de coalició, però el 20 de juny la seva sol·licitud va ser rebutjada pel Seimas. Des del 4 de juliol de 2006, el partit és al capdavant d'una coalició minoritària de 59 membres encapçalada per Gediminas Kirkilas del LLDP amb el Partit del Treball i el Nova Unió (Social Liberals), que si va obtenir la confiança del Seimas el 20 de juliol i també amplià Zigmantas Balčytis com a Ministre de Finances.
Algirdas Brazauskas va dimitir del seu càrrec com a president del partit el 19 de maig de 2007, quan va ser elegit Gediminas Kirkilas.
A les eleccions legislatives lituanes de 2008 el partit va obtenir 25 escons al Seimas, cinc més que en les eleccions anteriors del 2004, i 11,73% de la votació nacional, i com que els seus antics socis de govern també han perdut molts vots, la seva coalició es va enfonsar i es va formar una nova coalició de centredreta dirigida per Andrius Kubilius, que es converteix en primer ministre de Lituània per segona vegada amb una coalició d'Unió Patriòtica - Democristians Lituans, Partit de la Resurrecció Nacional i el Moviment dels Liberals de la República de Lituània.
Les eleccions legislatives lituanes de 2016 van ser una sorprenent victòria aclaparadora per a la Unió Lituana d'Agricultors i Verds (LVŽS). El gabinet de Saulius Skvernelis va assumir el càrrec amb el suport de la LVŽS i el LSDP. El LSDP es va dividir en 2017 a causa del desacord sobre la participació al govern, i alguns dels seus parlamentaris van formar el Partit Socialdemòcrata Laborista de Lituània (LSDDP) amb membres del Partit del Treball. En mancar de recolzament al Parlament, el govern va aprovar una nova coalició amb Ordre i Justícia (TT) 5 de juliol de 2019, que va durar només dos mesos, ja que el TT es va dissoldre el 10 de setembre de 2019. L'Acció Electoral dels Polonesos a Lituània i el grup parlamentari "Per al Benestar de Lituània" format per antics membres del TT, es van unir a la coalició, tanmateix, Skvernelis només va conservar la majoria durant quatre mesos: el 13 de gener de 2020, el grup parlamentari "Per al benestar de Lituània" es va dissoldre i el 7 de maig de 2020, la Unió Cristiana va expressar el seu suport al govern.
A les eleccions legislatives lituanes de 2024 el LSDP va guanyar 52 escons, el seu millor resultat, i el 12 de desembre de 2024 el socialdemòcrata Gintautas Paluckas fou nomenat primer ministre de Lituània, al capdavant d'un govern de coalició del LSDP, Unió de Demòcrates "Per Lituània" i Alba de Nemunas.

## Resultats electorals

### Seimas
| Any                                        | Líder                | Vots     | %          | Escons   | +/–      | Govern             |
| ------------------------------------------ | -------------------- | -------- | ---------- | -------- | -------- | ------------------ |
| 1920                                       |                      | 87,051   | 12.8 (#3)  | 13 / 112 | =        | Oposició           |
| 1922                                       | Steponas Kairys      | 84,643   | 10.4 (#5)  | 11 / 78  | 2        | Oposició           |
| 1923                                       | Steponas Kairys      | 101,778  | 11.3 (#5)  | 8 / 78   | 3        | Oposició           |
| 1926                                       | Steponas Kairys      | 173,250  | 17.0 (#2)  | 15 / 85  | 7        | Coalició           |
| 1936                                       | Prohibit             | Prohibit | Prohibit   | Prohibit | Prohibit | Prohibit           |
| República Socialista Soviètica de Lituània |                      |          |            |          |          |                    |
| 1992                                       | Aloyzas Sakalas      | 112,410  | 6.0 (#4)   | 8 / 141  | 8        | Oposició           |
| 1996                                       | Aloyzas Sakalas      | 90,756   | 6.9 (#5)   | 12 / 141 | 4        | Oposició           |
| 2000                                       | Vytenis Andriukaitis | 457,294  | 31.1 (#1)  | 19 / 141 | 7        | Oposició (2000–01) |
| 2000                                       | Vytenis Andriukaitis | 457,294  | 31.1 (#1)  | 19 / 141 | 7        | Coalició (2001–04) |
| 2004                                       | Algirdas Brazauskas  | 246,852  | 20.7 (#2)  | 20 / 141 | 1        | Coalició           |
| 2008                                       | Gediminas Kirkilas   | 144,890  | 11.7 (#4)  | 25 / 141 | 5        | Oposició           |
| 2012                                       | Algirdas Butkevičius | 251,610  | 19.2 (#2)  | 38 / 141 | 13       | Coalició           |
| 2016                                       | Algirdas Butkevičius | 183,597  | 15.0 (#3)  | 17 / 141 | 21       | Coalició (2016–17) |
| 2016                                       | Algirdas Butkevičius | 183,597  | 15.0 (#3)  | 17 / 141 | 21       | Oposició (2017–20) |
| 2020                                       | Gintautas Paluckas   | 108,649  | 9.6 (#3)   | 13 / 141 | 4        | Oposició           |
| 2024                                       | Vilija Blinkevičiūtė | 240,503  | 19.70 (#1) | 52 / 141 | 39       | Coalició           |

### Parlament Europeu
| Any  | Líder                  | Vots    | %          | Escons | +/– | Grup |
| ---- | ---------------------- | ------- | ---------- | ------ | --- | ---- |
| 2004 | Justas Vincas Paleckis | 173,888 | 14.4 (#2)  | 2 / 13 | Nou | PES  |
| 2009 | Vilija Blinkevičiūtė   | 102,347 | 18.1 (#2)  | 3 / 12 | 1   | S&D  |
| 2014 | Zigmantas Balčytis     | 197,477 | 17.3 (#2)  | 2 / 11 | 1   | S&D  |
| 2019 | Vilija Blinkevičiūtė   | 199,220 | 15.9 (#2)  | 2 / 11 | =   | S&D  |
| 2024 | Vilija Blinkevičiūtė   | 121,880 | 17.99 (#2) | 2 / 11 | =   | S&D  |